# Cinéma pur
El Cinéma Pur (Cinema pur en Francès o també conegut com a Cinema absolut) va ser un moviment avantguardista que va néixer a París durant la dècada de 1920 i 1930, aquest també va tenir influències a Alemanya.
El terme va ser encunyat per Henri Chomette el germà de René Clair i la seva finalitat era definir un cinema el qual es centrava en els elements purs de l'art cinematogràfic, com ara el moviment, la forma, la composició visual i el ritme, alguna cosa que va realitzar en els seus curts els quals són: Jeux des reflets et de la vitesse (1925) i el més conegut: Cinq minutes de cinema pur (1926).
Aquest moviment va incloure a artistes procedents del moviment dadaista com Man Ray, René Clair, Dudley Murphy i Marcel Duchamp.
Les seves obres són difícils de classificar, però tot i això es reconeixen com una mena de pel·lícules experimentals o també considerades d'avantguarda. Les seves característiques són la síntesis, autonomia al cinema i un èmfasi en la fotografia abstracta.
Existeixen les anomenades seqüències reals on es seleccionen escenes de documentals i s'utilitzen per a crear un "collage", aquest terme va ser implantat pel moviment dadaista i es refereix a una tècnica en la qual s'assemblen imatges aleatòries o en aquest cas, seqüències fílmiques.

## Antecedents
Aquest moviment va sorgir per la necessitat de crear una forma "pura" de cinema, en la que es torni als seus orígens, agafant com a base el moviment i també la visió, a més a més, té com a propòsit eliminar tota intenció narrativa d'explicar una història, com s'acostuma a fer al cinema convencional, relacionant-se així, més amb la música i la poesia, que no amb el teatre i la literatura.
El cinema pur o absolut, va recollir influències principalment de quatre moviments artístics els quals són: el dadaisme, el surrealisme, el cubisme i per acabar el futurisme, considerant al dadaisme com el més important dels quatre, ja que les seves propostes van ser preses com a base per al cinema d'avantguarda.

## Alemanya
El Cinema Pur a Alemanya es va inclinar més per l'art abstracte.
Hans Richter i Viking Eggeling van ser els primers alemanys en experimentar amb dibuixos plasmats en rotllos de paper per a simular una progressió i aquests ho van fer a la seva cinta Horitzontal-Vertical (1919).
Ritcher, dos anys més tard va dedicar-se a elaborar curtmetratges els quals es conformaven a partir de figures en moviment, tot i així amb la influència de la pintura abstracta. Aquests curtmetratges porten el nom de: Rhytmus 21 (1921), Rhytmus 23 (1923) i Rhytmus 25 (1925).
La seva tècnica va donar un gran gir quan va crear el seu següent film Filmstudie (1925), ja que en aquest va afegir imatges reals filmades amb les seves deformacions o negatius i conservant el seu estil abstracte en comptes comptes d'afegir dibuixos i imatges irreals com en les seves primeres obres.
Un any abans, Viking Eggeling juntament amb Erna Niemeyer i sense l'ajuda de Ritcher, va realitzar la seva única pel·lícula anomenada Simfonia diagonal (1924), la qual en el seu moment va ser la més reconeguda dins del moviment del cinema abstracte.
Walter Ruttmann va ser un altre alemany molt important per als inicis del cinema pur el qual va ser considerat el més complet d'aquest moviment i els primers curtmetratges que va realitzar van anomenar-se Opus I (1921), Opus II (1923), Opus III (1924) i per acabar Opus IV (1925). Els seus films van ser considerats les primeres representacions públiques d'obres abstractes i s'inclinava més per l'animació, encara que després va experimentar també amb imatges reals filmades.

## França
A França es comença a utilitzar la fotografia per tal de capturar la realitat, sense explicar una història, per així crear una cosa diferent. Aquest és el moment de major apogeu del cinema d'avantguardes. Això els diferencia de la resta dels directors alemanys que van utilitzar l'animació i la pintura per representar l'abstracció.
Cada cineasta francès tenia un mode diferent de realitzar cinema pur, uns ho feien a partir del ritme present en el muntatge, uns altres amb pel·lícules molt més abstractes i alguns d'una manera més inspirada en les idees dadaistes.
Henrzi Chomette és un d'ells i té dos curtmetratges clàssics del cinema absolut els quals s'anomenen Jeux des Reflets et de la Vitesse (1925) i Zinc Minutes de Cinéma pur (1926).
Man Ray és un altre cineasta del moviment amb el seu film Retour á la Raison (1923) i Emak-Bakia (1927), els quals ell va definir com un cinema poema, aquest film juntament amb L’Étoile de Mer (1928) són les seves dues obres més reconegudes.
Fernand Léger va ser un dels cineastes francesos el qual va donar un enfocament dadaista i també cubista a les seves pel·lícules gràcies a l'ús de tècniques de música i ràpid muntatge, junt amb imatges agafades a l'atzar, com és el cas de Ballet Mécanique (1923-1924), una pel·lícula del qual també va tenir la participació del periodista aspirant a productor cinematogràfic anomenat Dudley Murphy.
René Clair és un altre director dadaista que va utilitzar una forma semblant a Léger en la seva obra anomenada Entr'acte (1924).
Germaine Dulac és una autora francesa, autora de L’Invitation au Voyage (1927), La Coquille et le Clergyman (1928) o Étude Cinématographique sud un Arabesque (1929). Cal assenyalar que ella té un enfocament més surrealista

## Forma abstracta
Aquesta forma li dona èmfasi a mitjans o figures abstractes ocasionalment, per la qual cosa intenta atreure l'atenció de l'espectador a través de les característiques pròpies de la imatge i el so com ara: el color, la forma i també el ritme musical dissonant. També acostumen a utilitzar enquadraments i posicions de càmera poc comuns. Alguns exemples de manera abstracta poden ser: Fish Fight (1964) de Robert Breer, Critical Mass (1971) de Hollis Frampton i Ballet mecánique (1923-1924) de Fernand Léger i Dudley Murphy.

## Forma associativa
En aquesta forma es parla de la tècnica de "collage" o assembli, en la que es juxtaposen les imatges que al principi semblen no tenir una connexió lògica, això ens obliga a buscar al llarg del film, una associació que les uneixi. En aquest cas no existeix una narrativa fílmica i en alguns casos s'enfoca en idees vagues, per tant pot transmetre un o diversos punts i el desenllaç tendeix a ser de final obert. La finalitat de la comparació d'imatges, les quals es produeixen d'aquesta forma, és donar-li un sentit poètic i metafòric amb l'objectiu d'aconseguir transmetre emocions al públic. Hi ha diversos exemples com ara: To Parsifal (1963) de Bruce Baillie, L'Etoile de mer (1928) de Man Ray, Breathdeath (1964) de Stan Van Der Veek, Rose Hobart (1939) de Joseph Cornell, Á propos de Nice (1929) de Jean Vigo i per acabar A movie (1985) de Bruce Conner.

## Decadència
La gran decadència del cinema absolut es donà degut a l'arribada del cinema sonor. En el moment en què van començar a incloure so i veu a les pel·lícules, així s'oposaven també al cinema mut. Amb aquest nou cinema el so ja no abastava només a la musicalizació com a temes secundaris i de fons, ara també s'escoltaven clarament les veus dels personatges, per tant va acabar el plaer dels directors, de realitzar pel·lícules pures que emfatitzessin i li donessin importància única a la imatge i això no sols va afectar el cinema absolut, sinó que també va alterar a tot el cinema avantguardista.
Entre els últims films purs els quals van ser creats abans que es donés el debilitament, estan: Berlín, Simfonia d'una Ciutat (1927) de Walter Ruttmann, qui més endavant va experimentar amb so en Melodia del Món (1929) i també a Weekend (1930), tot i que aquestes no van tenir tant d'èxit.